# Гёрц, Карл Пауль
Карл Пауль Гёрц (нем. Carl Paul Goerz; 21 июля 1854, Бранденбург-на-Хафеле, Королевство Пруссия — 14 января 1923, Берлин, Германия) — немецкий предприниматель, основатель компании «Goerz».

## Биография
Рано потерял мать и воспитывался у дяди в Ратенове. После окончания училища, он в течение трёх лет (1873—1876) учился у известного оптика и механика Эмиля Буша. После военной службы работал торговым представителеи разных оптических фирм; в 1883—1886 годах он работал в Париже — торговым представителем на предприятии Эжена Краусса.
В 1886 году он вернулся в Берлин и открыл собственное предприятие по оптовой продаже — «Goerz». Первоначально оно продавало по почте математические и чертёжные инструменты для школ; с 1887 года начались продажи фотографического и оптического оборудования — предположительно, оно по большей части было произведено компанией Эмиля Буша; деятельность осуществлялась в двух комнатах, которые использовались, и под контору, и под складское помещение.
После смерти Эмиля Буша было принято решение о создании собственного производства и в 1888 году «Goerz» приобрела одну из мастерских у известной компании Carl H. Hintze, выпускавшей пианино, в которой было налажено производство фотокамер. Мастерская находилась в пригороде Фриденау, который в 1920 году вошел в состав Берлина.
Карл Гёрц смог привлечь к сотрудничеству инженера Карла Мозера (Carl Moser, 1858—1892), который работал у известного оптика и механика Карла Бамберга и являлся высококлассным специалистом по расчетам оптических систем. В октябре 1888 года был принят на работу ещё один специалист-оптик — Карл Хертель (Karl Hertel). Затем компания приобрела эксклюзивные права на производство шторного затвора с экспозицией 1/1000 сек у его изобретателя Оттомара Аншютца. Этот затвор был установлен на камере Goerz Anschutz Moment Camera, которая стала необычайно популярной среди фотографов-репортёров, поскольку с её помощью можно было снимать быстродвижущиеся объекты.

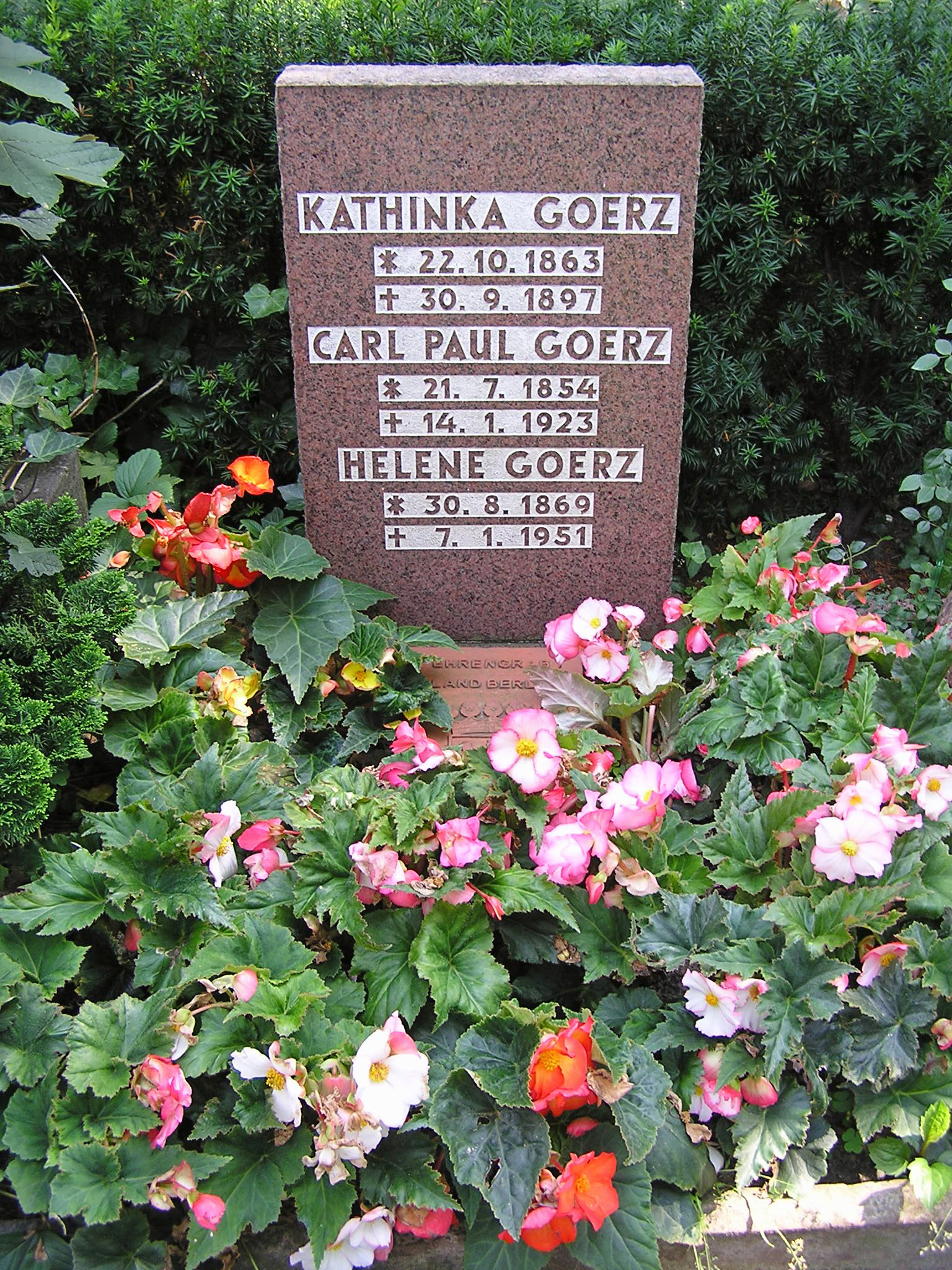
Могила на кладбище Грюневальд в Берлине

Уже с 1890 года компания Гёрца начала продажи за пределами Германии; были открыты представительства в Париже, Нью Йорке, и Лондоне. В 1902 году в Нью Йорке был создан первый производственный филиал; в 1905 году было открыто представительство в Санкт-Петербурге. Ещё в 1891 году Гёрц заключил контракты на производство военной оптики, что принесло существенное процветание его фирмы.